# Anna Petrowna Lopuchina

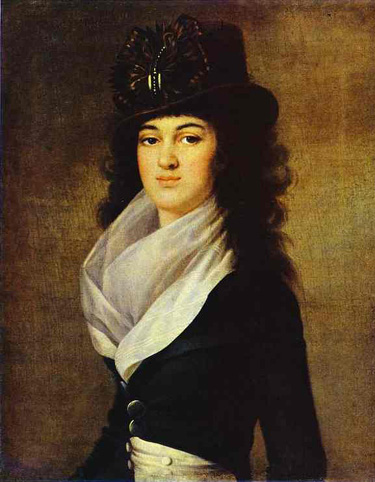
Porträt von Jean-Louis Voille: Anna Lopuchina

Anna Petrowna Lopuchina, russisch Анна Петровна Лопухина (* 8. November 1777; † 25. April 1805 in Turin) war eine russische Adlige, Hofdame und Mätresse des Zaren Paul I.

## Biographie
Sie stammte aus einer der ältesten Adelsfamilien Russlands. Zu den bekanntesten Familienmitgliedern gehörten Eudoxia Lopuchina, erste Frau von Zar Peter I. der Große, und die in Ungnade gefallene Natalia Lopuchina. Ihre Eltern waren Pjotr Wassiljewitsch Lopuchin und Praskowja Iwanowna Lewschina.
Anna verlor früh ihre Mutter und wurde zusammen mit ihren Geschwistern von deren Großmutter nach Moskau geholt. 1796 lernte sie auf einem Tanzball den Zaren Paul I. (1754–1801) kennen und lieben. Anna wurde von den Höflingen als Hilfsmittel gegen den Einfluss der Zarin Maria Fjodorowna (1759–1828) protegiert und Zar Paul stattete ihre Familie mit Ehren und Ämtern aus. Anna war klug genug, der Gemahlin des Zaren, Maria Fjodorowna, respektvoll zu begegnen.
Offen ist, ob die Zarin sich durch die Existenz einer Mätresse gekränkt fühlte oder ob sie realistisch genug war, das Faktum hinzunehmen. Im Jahre 1799 bat sie ihn um Erlaubnis den Prinzen Pawel Gagarin, einen alten Freund des Zaren, zu heiraten. Nach der Einwilligung wurde Gagarin aus der Armee von Alexander Wassiljewitsch Suworow zurückgerufen, die in Italien kämpften. Er zeichnete sich 1799 als tapferer Soldat unter Alexander Suworow aus. Die Hochzeit fand am 11. Januar 1800 in Sankt Petersburg statt.
In der Nacht des 23. März 1801 wurde Zar Paul I. bei einem Attentat durch Verschwörer aus Kreisen des Adels stranguliert, nachdem er sich geweigert hatte, seine Abdankung zu unterschreiben. Anna ging mit ihrem Mann nach Turin, wo er zum Botschafter ernannt wurde. Sie starb am 25. April 1805 in Turin an Tuberkulose und wurde im Alexander-Newski-Kloster bestattet.

## Auszeichnungen
- Russischer Orden der Heiligen Katharina